# علاءالدین محمد هندو
علاءالدین محمد هندو وزیر ایرانی سلطان ابوسعید مغول بود. وی متولد فریومد، (فرومد کنونی) بود. در دربار سلطان ابوسعید فردی به نام عبدالرزاق باشتینی می‌زیست که عیّاش و خوشگذران بود. وی که از طرف ابوسعید برای جمع‌آوری مالیات به کرمان فرستاده شده بود، بعد از اخذ مالیات آنان را صرف خوشگذرانی کرد و پس از آن در اندیشه آن افتاد که چگونه مالیات از دست رفته را جبران کند که خبر مرگ خان مغول را شنید، از این رو بسیار شادمان به سمت بیهق به راه افتاد و شنید که دو برادر به نام‌های حسن و حسین حمزه در باشتین ایلچی وزیر خراسان علاءالدین محمد هندو را کشته‌اند و علت آن این بوده که این ایلچی از ایشان شراب و شاهد طلبیده و ایشان که تحمل این ننگ را نداشتند او را به قتل رساندند. عبدالرزاق با حمایت از این دو برادر قیامی به راه انداخت که به سربداران مشهور شد و شعار آن‌ها از این قرار بود که: «اگر توفیق یابیم، دفع ظالمان نماییم والاّ سر خود را بر دار بینیم که دیگری تحمل ظلم و تعدی نداریم».
اما در طرف دیگر علاءالدین محمد هندو، که پس از مرگ سلطان مغول بخشی از قلمرو وی را که خراسان و سبزوار از جمله آن می‌شد تصرف کرده و وزیر خراسان شده بود به جنگ با سربداران رفت اما سرانجام از عبدالرزاق باشتینی شکست خورد و کشته شد و سبزوار تحت استیلای عبدالرزاق درآمد و وی عَلَم استقلال برافراشت (۷۳۷ هجری).

## زادگاه
زادگاه علاءالدین محمد هندو فریومد خراسان بوده که اکنون بنام فرومد یکی از شهرهای استان سمنان است.

## در تلویزیون
در سریال سربداران نقش علاءالدین محمد هندو به محمدعلی نجفی که کارگردانی این سریال را نیز بر عهده داشت سپرده شد.